# جائزة إيطاليا الكبرى 1980
جائزة إيطاليا الكبرى 1980 هو سباق فورمولا 1 أقيم بتاريخ 14 سبتمبر 1980 في حلبة إنزو دينو فيراري، إيمولا، إميليا-رومانيا، إيطاليا. كان الثاني عشر من أصل 14 في بطولة العالم لسباقات الفورمولا واحد موسم 1980. حلّ البرازيلي نيلسون بيكيه أولا بينما جاء الأسترالي آلان جونز في المركز الثاني وحصل على المركز الثالث الأرجنتيني كارلوس ريوتيمان.